# 程曉蕾
程曉蕾（1981年4月17日—），中國女子短道速滑運動員，籍貫吉林。

## 生涯
程曉蕾是中國短道速滑隊的新力軍之一，她於2002年至2003年的世界杯美國分站取得女子3000米接力小項以及女子個人500米小項的亞軍，又取得的3000米小項季軍和1500米小項的第4位。翌年的世界杯中，程曉蕾分別於意大利、捷克、加拿大等分站奪得接力小項的冠軍、亞軍、500米小項亞軍、1500米小項季軍，3000米小項的第4和第5位。同年又於世界錦標賽中取得女子3000米接力小項的亞軍。
2005年，程曉蕾在十運會為吉林取得女子3000米接力小項與女子個人500米小項的銀牌，並在1500米小項得第4位，全能得第5位。而在世界杯方面，程曉蕾在多個分站中也取得好成績，先後在杭州奪得接力小項的冠軍和500米的第4、韓國站再贏得接力第一、500米第5、意大利的1000米以及接力小項的第4位。及後的都靈冬季奧運，程曉蕾在2月18日的女子1500米小項的預賽中以2分50秒017未能出線。
冬季奧運後，程曉蕾於加拿大蒙特利爾的世界短道速滑團體賽與王濛、付天余、朱米樂和王偉取得亞軍，並於世錦賽中以4分17秒194贏得女子3000米接力小項的冠軍。